# Basilica minore

Stemma di una basilica pontificia minore.

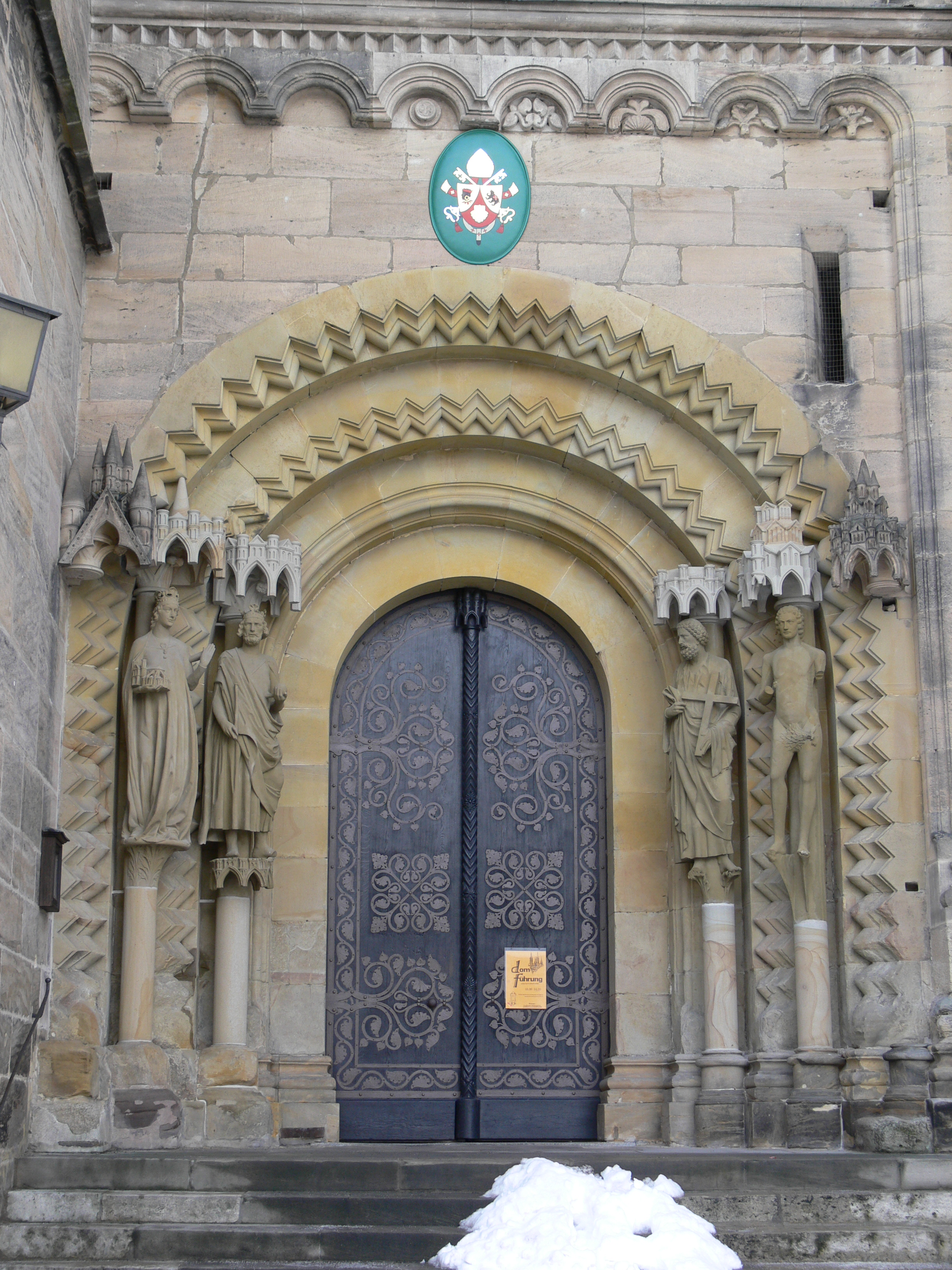
Porta di Adamo del Duomo di Bamberga con lo stemma pontificio per indicare lo status di basilica minore.

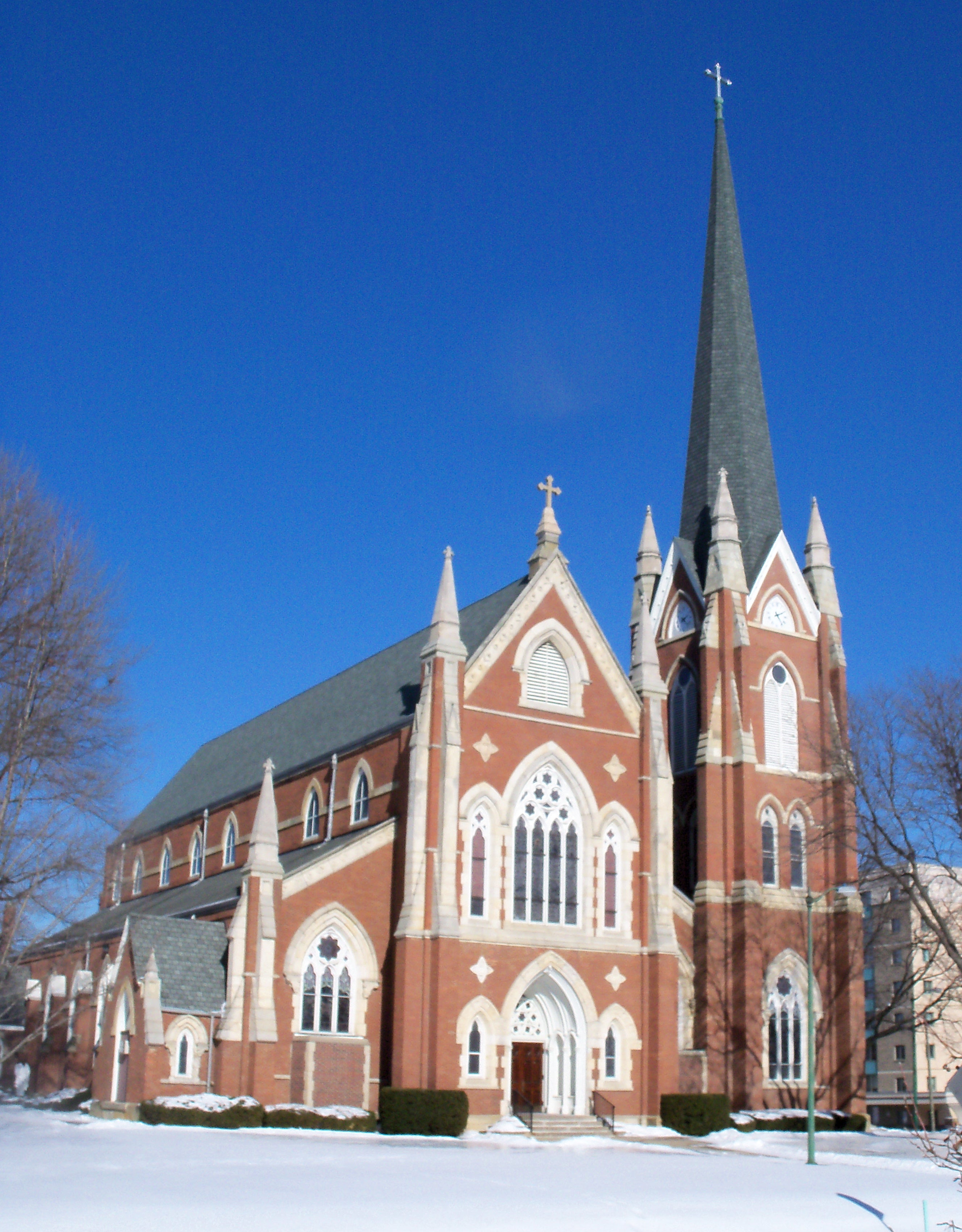
La basilica minore di San Giovanni Battista a Canton, Ohio.

Basilica minore (in latino basilica minor) è una denominazione onorifica che il papa concede, tramite un breve apostolico, a edifici religiosi cattolici particolarmente importanti attribuendovi il rango di basilica. Attribuzione e denominazione non sono riferite allo stile e alla omonima tipologia architettonica.
Una basilica minore può avere anche il titolo di basilica papale: attualmente questo status è stato concesso solo alla basilica di San Francesco e alla basilica di Santa Maria degli Angeli, che sono perciò “basiliche papali minori”. 
Tutte le altre basiliche sono invece dette basiliche pontificie minori o semplicemente basiliche pontificie.
Fra le chiese di una diocesi, il maggiore prestigio e dignità spettano comunque alla cattedrale, nella quale è collocata la cattedra del vescovo, segno della comunione con la Santa Sede.
Bisogna ricordare tuttavia che anticamente il titolo veniva concesso anche da autorità laiche, ricordandone l'etimologia del nome di "chiesa del sovrano" (il basileus), il caso più famoso è quello della Basilica di San Marco, basilica minore pontificia "solo" dal 1828 ma che da almeno quattro secoli era indicata con il titolo di "basilica palatina" nei documenti della Repubblica di Venezia. Altro caso famoso è la Basilica di Saint-Denis che non ha mai ottenuto da Roma il titolo, ma che da secoli porta questo titolo diffuso nell'epoca merovingia.

## Caratteristiche
L'assegnazione del titolo di basilica minore ha lo scopo di rafforzare il legame che una singola chiesa ha con il vescovo di Roma e di evidenziare l'importanza della medesima nella zona. Il procedimento per l'ottenimento del titolo di basilica minore è regolato oggi dal documento Domus ecclesiae de titulo basilicae minoris del 9 novembre 1989 della Congregazione per il culto divino e la disciplina dei sacramenti.
La basilica minore può essere riconosciuta dalle insegne pontificie del papa in carica, o di uno venerato, sul portale o in un altro importante punto della chiesa. Il padiglione, un parasole conico in seta a strisce rosse e gialle, originariamente usato come protezione dai raggi solari durante le processioni, e il tintinnabulum, campanellino per uso liturgico, non sono più obbligatorie come insegna della basilica minore. Il parroco di una basilica minore può indossare una mozzetta con filettature rosse, nodi e asole.
In tutto il mondo si fregiano del titolo di basilica minore poco più di 1.600 chiese (si tratta soprattutto di importanti santuari), di cui 550 solo in Italia.
Condizioni richieste per la concessione del titolo:
- la chiesa deve essere, nella diocesi, centro di vita liturgica e pastorale;
- la chiesa deve godere di una certa celebrità in tutta la diocesi (ad esempio, quando in essa è custodita la reliquia insigne di un santo che viene venerato);
- deve essere congruo il numero di presbiteri dediti alla cura liturgico-pastorale e in particolare in grado di presiedere la messa e di ascoltare le confessioni.

Impegni e doveri della basilica in ambito liturgico-pastorale: 
- nella basilica si promuove la formazione liturgica dei fedeli;
- le celebrazioni liturgiche si svolgono con particolare cura;
- si promuove la partecipazione attiva dei fedeli nelle celebrazioni liturgiche;
- per sottolineare l'unità con la cattedra romana di Pietro, vi si celebrano, ogni anno, con particolare cura: la festa della cattedra di San Pietro, la solennità dei Santi Apostoli Pietro e Paolo, l’anniversario dell’elezione o dell’inizio del supremo ministero pastorale del Romano Pontefice.

Privilegi annessi al titolo di basilica minore: 
- I fedeli possono lucrare l’indulgenza plenaria (anniversario della dedicazione della basilica, giorno della celebrazione liturgica, solennità dei santi apostoli Pietro e Paolo, anniversario della concessione del titolo di basilica, una volta all’anno nel giorno stabilito dall’ordinario del luogo e nel giorno, liberamente scelto, da ogni fedele);
- Sul timbro della basilica, sulla suppellettile e sugli stendardi si può usare il simbolo pontificio (chiavi incrociate);
- Il rettore della basilica o chi la presiede, può usare la mozzetta di colore nero, con orli, occhielli e bottoni di colore rosso.

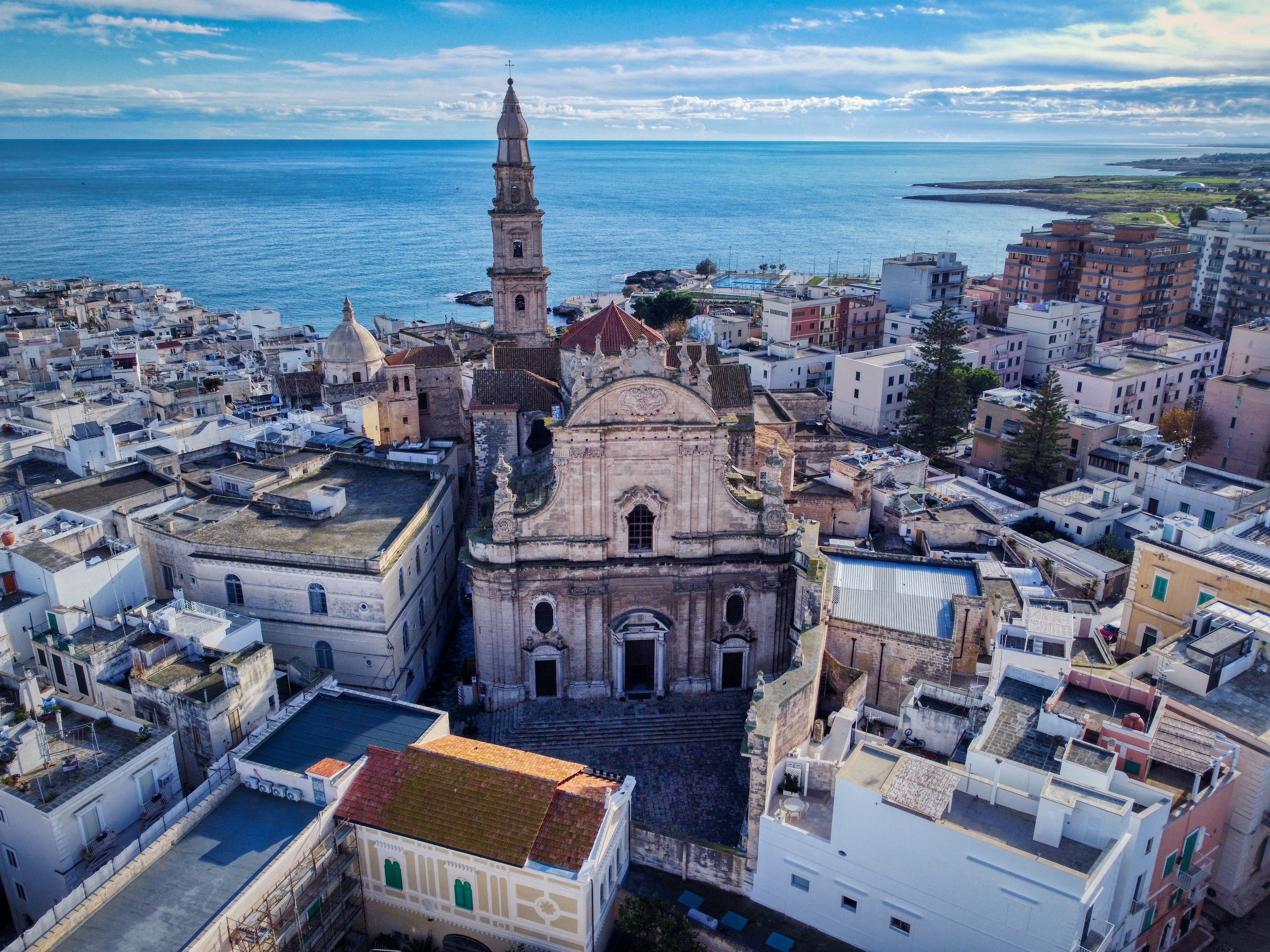
Basilica concattedrale di Maria Santissima della Madia, Basilica minore, Monopoli (Italia)